# Lena Milinković
Lena Milinković (serbisch-kyrillisch Лена Милинковић; * 9. Dezember 2006) ist eine serbische Hürdenläuferin, die sich auf die 100-Meter-Distanz spezialisiert hat.

## Sportliche Laufbahn
Erste internationale Erfahrungen sammelte Lena Milinković im Jahr 2022, als sie bei den U18-Balkan-Meisterschaften in Bar in 14,25 s die Silbermedaille über 100 m Hürden gewann. Anschließend schied sie bei den U18-Europameisterschaften in Jerusalem mit 14,22 s in der ersten Runde aus und verpasste mit der serbischen Sprintstaffel (1000 Meter) mit 2:12,17 min den Finaleinzug. Daraufhin kam sie beim Europäischen Olympischen Jugendfestival (EYOF) in Banská Bystrica mit 14,01 s nicht über die Vorrunde im Hürdenlauf hinaus und schied auch mit der Staffel mit 2:16,64 min im Vorlauf aus. Im Jahr darauf verpasste sie beim EYOF in Maribor mit 14,28 s den Finaleinzug und anschließend belegte sie bei den U18-Balkan-Meisterschaften in Sivas in 14,23 s den vierten Platz und gewann mit der 4-mal-100-Meter-Staffel in 47,73 s die Bronzemedaille. 2024 schied sie bei den U20-Weltmeisterschaften in Lima mit 14,71 s in der Vorrunde über 100 m Hürden aus und im Jahr darauf belegte sie bei den U20-Balkan-Meisterschaften in Craiova in 14,85 s den achten Platz. Zudem belegte sie mit der Staffel in 46,73 s den vierten Platz.
2024 wurde Milinković serbische Hallenmeisterin in der 4-mal-400-Meter-Staffel.

## Persönliche Bestleistungen
- 100 m Hürden: 14,11 s (+1,6 m/s), 19. Juni 2024 in Maribor
  - 60 m Hürden (Halle): 8,72 s, 26. Januar 2025 in Belgrad